# Die Säulen der Erde
Die Säulen der Erde (engl. Original The Pillars of the Earth, erschienen 1989) ist ein historischer Roman von Ken Follett, der im mittelalterlichen England des 12. Jahrhunderts spielt. Die Geschichte der Kathedrale von Salisbury gilt als Vorbild für den Roman. Im Vorwort zur deutschen Ausgabe von Jean Gimpels Sachbuch Die Kathedralenbauer schreibt Follett, wie dieses Buch ihm bei seinem Roman half.
Der Roman deckt eine (reale) historische Zeitspanne ab, die zwischen dem Untergang des Weißen Schiffs (25. November 1120) und dem Mord an Thomas Becket (29. Dezember 1170) liegt, wobei der Schwerpunkt auf einer Zeit des Bürgerkriegs liegt, die Die Anarchie genannt wird. Das Buch stellt den Jahrzehnte dauernden Bau einer Kathedrale dar und macht dabei die Entwicklung des gotischen Baustils aus der vorhergehenden Romanik deutlich. Dies wird im Kontext des Lebens von Adeligen, Klerikern, Baumeistern und einfachen Bewohnern des fiktiven Ortes Kingsbridge dargestellt, wobei die detaillierte Schilderung der Architektur und der damaligen Handwerkskunst mit den großteils dramatischen romanhaften Ereignissen verwoben ist.
Die Fortsetzung des Romans mit dem Titel World Without End erschien Anfang Oktober 2007 auf Englisch und unter dem Titel Die Tore der Welt im Februar 2008 auf Deutsch.
Im September 2017 erschien unter dem Titel Das Fundament der Ewigkeit der dritte Teil der sogenannten Kingsbridge-Reihe.
Das vierte Buch folgte im September 2020 mit dem Titel Kingsbridge – Der Morgen einer neuen Zeit (engl. Original The Evening and the Morning). Die Handlung spielt in den Jahren 997 bis 1007, also knapp 140 Jahre vor dem Beginn der Ereignisse von „Die Säulen der Erde“, und beschreibt die ersten Ursprünge des Ortes Kingsbridge. 2023 folgte Die Waffen des Lichts, worin es um die Industrialisierung geht.

## Hintergrund
Im Jahr 1135 stirbt der damalige englische König Heinrich I. im Alter von 67 Jahren und hinterlässt, da sein einziger ehelicher Sohn bei einem Schiffsunglück umgekommen ist, nur eine Reihe unehelicher Söhne und seine Tochter Matilda, die seine Nachfolge antreten soll. Der Neffe des verstorbenen Königs, Stephan, macht ihr jedoch den Thron streitig. Seine Krönung zum neuen König von England und seine Nichtanerkennung durch Matilda führen von einem Thronfolge-Krieg zu einem zwanzig Jahre dauernden Bürgerkrieg.
Die Folgen dieses Bürgerkrieges wirken sich auf das Leben der Romanfiguren aus, darunter Prior Philip, Bauherr einer Kathedrale, Tom Builder, sein Baumeister nebst Familie, und die Adligen Aliena, Richard und William, die der Leser über fast 50 Jahre begleitet.
Ein Teil der Geschichte widmet sich vor allem der Entwicklung der Architektur in der Errichtung von Kirchen im Mittelalter, die sehr anschaulich und bildhaft dargestellt wird. Zum Beginn wird in der Erzählung die Romanik in der massiven Bauweise und den typischen Rundbogen und Tonnengewölben beschrieben. Im Laufe der Geschichte wird der Trend zur fortschrittlicheren Bauweise im gotischen Stil aufgegriffen, bei der mit weniger Materialaufwand höhere Gebäude mit größeren Fenstern errichtet werden konnten – in dem Zusammenhang erscheint am Rande auch Abt Suger von Saint Denis bei Paris. Dazu werden die Bautechniken wie Spitzbogen und Kreuzgewölbe detailliert erklärt.

## Handlung (Überblick)
Vor dem geschichtlichen Hintergrund des mittelalterlichen Englands steht der Bau einer Kathedrale im südenglischen fiktiven Ort Kingsbridge im Mittelpunkt des in sechs Bücher unterteilten Romans.
Philip, ein fortschrittlich denkender junger Prior, möchte seinen Traum vom Frieden mit Hilfe des Steinmetzen Tom Builder Wirklichkeit werden lassen: Die Errichtung einer neuen Kathedrale. In einer langen Zeit blutiger Auseinandersetzungen zwischen Adel, Klerus und dem unter Ausbeutung und Not leidenden Volk müssen sie sich jedoch bis zu ihrer Fertigstellung mit Hilfe der ehemaligen Grafentochter Aliena gegen ihre Widersacher Lord William Hamleigh und den machtbesessenen Bischof Waleran Bigod durchsetzen.

## Handlung (Detail)

### Prolog
Auf dem Richtplatz einer Ortschaft wird ein junger, den örtlichen Zuschauern unbekannter Mann gehängt, den man des Diebstahls eines wertvollen Kelchs für schuldig befunden hat. Eine junge Frau aus der Menschenmenge verflucht die drei Personen, die den Delinquenten an den Galgen gebracht haben: einen Priester, der den Diebstahl gesehen haben will, einen Mönch, der den gestohlenen Gegenstand als Eigentum des Klosters identifizierte, und einen Ritter, aus dessen Gewahrsam der junge Mann weggelaufen sein soll.

### Erstes Buch (1135–1136)
Auf der Suche nach Arbeit ziehen der Steinmetz Tom Builder, seine Frau Agnes und die Kinder Martha (7) und Alfred (14) hungernd und frierend durchs Land. Als Agnes mitten im Wald einen Sohn zur Welt bringt, stirbt sie an Blutungen. Tom Builder setzt das Kind aus, da er nicht fähig ist, es zu ernähren. Ein Priester namens Francis findet den Jungen auf seiner Reise zu seinem Bruder Philip, einem jungen Prior einer Klosterzelle in der Nähe. Philip nimmt den Säugling auf und möchte ihn im Kloster großziehen. Durch die Mönche der Klosterzelle erhält der kleine Junge den Namen Jonathan.
Tom verliebt sich nach dem Tod seiner Frau Agnes in die vogelfreie Ellen, die sie schon einmal auf der Suche nach Arbeit getroffen haben. Sie und ihr Sohn Jack (11) schließen sich ihm an, auf ihrer Wanderschaft kommt es immer wieder zu Spannungen zwischen Alfred und Jack. Wegen der Aussetzung des Säuglings plagt Tom sein Gewissen. Ellen hat aber unbemerkt die Auffindung durch Francis beobachtet und kann Tom davon überzeugen, den Säugling in der Obhut der Mönche zu belassen. Schweren Herzens, aber glücklich darüber, dass der Junge lebt, ziehen Tom und Ellen mit ihren Kindern weiter und finden auf der Burg des Grafen Bartholomäus von Shiring Arbeit und Unterkunft.
Als Philip durch seinen Bruder Francis von einem geplanten Sturz des neuen Königs Stephan erfährt, beschließt er, seinem Vorgesetzten, vertreten durch den bischöflichen Erzdiakon Waleran Bigod, eine Warnung zukommen zu lassen. In Kingsbridge, der Mutterpriorei der Klosterzelle Philips, wird er auf der Rückreise für die Nachfolge des verstorbenen Priors nominiert und – mit der Unterstützung Walerans – gewählt. Im Gegenzug muss Philip ihn anschließend bei der Bischofswahl unterstützen. Nach seiner Wahl zum neuen Prior von Kingsbridge zieht Philip mit dem kleinen Jonathan in das Kloster nach Kingsbridge, um dort sein Amt anzutreten.
Waleran gibt die von Philip erhaltene Information über die geplante Verschwörung an die Gutsherrenfamilie Hamleigh weiter, die mit dem Verschwörer Bartholomäus verfeindet ist, seit dieser die Hochzeit ihres Sohnes William Hamleigh mit Aliena von Shiring (15) platzen ließ. Die Hamleighs erobern die Burg des Grafen Bartholomäus von Shiring und nehmen ihn gefangen.
Tom, Ellen und ihre Kinder, die auf der Burg kurz zuvor Arbeit gefunden und Aliena kennengelernt hatten, sind nun erneut arbeitslos. Sie ziehen weiter zum Kloster Kingsbridge, wo Tom seinen ausgesetzten Sohn, Jonathan, erkennt. Er gibt sich den Mönchen aber nicht als Vater des kleinen Jungen zu erkennen. Nach einem von Jack gelegten Brand und dem damit verbundenen Einsturz der maroden Klosterkirche beauftragt Philip Tom mit dem Abriss der alten Kirche und dem Bau einer neuen Kathedrale.
Als Philips Gegenspieler im Kloster, Bruder Remigius, herausfindet, dass Tom und Ellen unehelich zusammenleben, muss Ellen Tom verlassen, was ihr nicht schwerfällt, wegen Alfreds gefährlicher Aggressionen gegenüber ihrem Sohn, sowie auf Grund ihrer tiefen Abneigung gegen die Kirche, die in ihren Augen für den Tod von Jacks Vater zwölf Jahre zuvor verantwortlich ist.

### Zweites Buch (1136–1137)
Bischof Waleran und Prior Philip haben sich eine Audienz bei König Stephan verschafft, um ihn zu ersuchen, aus den Ländereien der Grafschaft Shiring und deren Mitteln den Dombau zu finanzieren. Sie argumentieren, dass die Verschwörung nur durch die beiden Kleriker aufgedeckt worden ist. Doch auch die Hamleighs stellen Ansprüche, da sie Bartholomäus als Verschwörer festgesetzt und an den König ausgeliefert haben. Durch sie erfährt Philip auch, dass Walerans Interesse an Shiring allein eigennütziger Natur ist: Er plant, sich eine Burg zu bauen. Daher vereinbart der Prior heimlich mit den Hamleighs, ohne Wissen Walerans, sich mit ihnen die Grafschaft zu teilen, wobei die Priorei Weideland für ihre Schafe und das Recht auf Entnahme von Steinen aus dem Steinbruch erhält, sowie Holz aus den Wäldern der Grafschaft Shiring für den Bau der Kathedrale. Diesem Kompromiss stimmt der König zu und überlässt die Grafschaft den Hamleighs. Philip hat sich aber nunmehr Waleran, seinen Bischof, zum Feind gemacht.
Inzwischen mittellos, leben Aliena (17) und Richard (14), die Kinder des gefangenen Bartholomäus von Shiring, allein mit einem letzten verbliebenen Diener auf der Burg. Das ändert sich, als unvermittelt der gedemütigte Lord William von Hamleigh (21) und sein Knecht erscheinen, den Diener töten und vor Richards Augen Aliena vergewaltigen. Die Geschwister fliehen und schlagen sich zum Königssitz nach Winchester durch, um die Freilassung ihres Vaters zu erreichen. Da der König sich aber derzeit dort nicht aufhält, versuchen die Kinder, wenigstens ihren Vater im Verlies zu sehen. Durch die finanzielle Hilfe einer Wollhändlerin und die Bestechung der Wache treffen die Geschwister ihren sterbenden Vater im Verlies. Er nimmt ihnen den Eid ab, nicht zu ruhen, bevor wieder Richard der rechtmäßige Graf von Shiring ist. Aliena gelobt, ihren Bruder dabei zu unterstützen.
Auf der Suche nach Arbeit erleiden sie viele Rückschläge, bevor Aliena durch den An- und Verkauf von Wolle, unterstützt von Prior Philip, der ebenfalls mit Wolle handelt, langsam zu Wohlstand kommt. Die Geschwister ziehen schließlich nach Kingsbridge.
Der Dombau in Kingsbridge wird vor Schwierigkeiten gestellt, als die Hamleighs den Steinhauern der Priorei den zugesicherten Zutritt zum Steinbruch mit Waffengewalt verweigern. Durch eine friedliche Demonstration mit allen Mönchen, denen etwas anzutun die Bewaffneten nicht wagen, gelingt es Philip jedoch, den Steinbruch zurückzuerobern.
Waleran und die Hamleighs verbünden sich nun gegen Philip. Sie wollen erwirken, dass der Dombau in Shiring statt in Kingsbridge fortgesetzt wird. Dazu planen sie, dem zuständigen Erzbischof die desolate Situation auf der Baustelle vorzuführen. Doch Philip wird gewarnt, sodass er die Bewohner der umgebenden Dörfer gegen Vergebung ihrer Sünden zur Mitarbeit an der Kirche aufruft, mit der Folge, dass sich dem Erzbischof bei seiner Ankunft das ansehnliche Bild einer Großbaustelle bietet. Der Dombau wird schließlich nicht verlegt.
Auch Ellen kehrt zu Tom zurück. Alfred und Jack, inzwischen älter, hassen sich zwar immer noch, halten sich jedoch mehr zurück als früher. Außerdem verliebt sich Jack in Aliena.

### Drittes Buch (1140–1142)
Das dritte Buch beginnt mit dem Tod des Grafen Percy von Shiring. Neben seinem Sohn William (24) erhebt auch Richard von Kingsbridge (17), inzwischen von Aliena finanzierter Ritter in König Stephans Diensten, Ansprüche auf die Grafschaft, doch William kann sich beim König durchsetzen. Er regiert sein Lehen mit Grausamkeit und Willkür. Der geltungssüchtige Fürst versucht sich durch Mord, Vergewaltigung und Brandschatzung Respekt zu verschaffen.
Kingsbridge hat sich inzwischen zu einer Stadt entwickelt. Auf der Großbaustelle bringt ein Wochenmarkt dem Kloster zusätzliche Einkünfte, der jedoch Williams Markt in Shiring Konkurrenz macht. Daher nimmt er, von Waleran dazu ermutigt, den Steinbruch der Priorei als Vergeltungsmaßnahme mit Waffengewalt in Besitz. Als Philip in dieser Angelegenheit den König anruft, wird dieser von Mathildes Rebellen angegriffen, bevor er sich Philips annehmen kann. Die darauf folgende Schlacht gewinnen die Rebellen, der König gerät in Gefangenschaft, aber sowohl Richard als auch William entkommen; letzterer läuft zu Mathilde über. Die neue Herrscherin entscheidet den Streit zwischen dem Lord und Philip, indem sie William den Steinbruch zuspricht, der Priorei jedoch immerhin das Marktrecht gewährt.
Jack (17) und Aliena (22) werden Freunde, als sie ihr gemeinsames Interesse an der Natur und an der Literatur entdecken. Langsam entwickelt sich daraus mehr, und bei einem ihrer Treffen haucht Jack Aliena sogar einen flüchtigen Kuss auf die Lippen. Alfred (20) und Aliena übernehmen die Organisation eines Neubaus der Pfarrkirche von Kingsbridge. Dabei macht Alfred Aliena einen Heiratsantrag; sie lehnt jedoch ab. Der gefangene Stephan wird im Tausch gegen den ebenfalls gefangenen Anführer der Rebellen, Mathildes Halbbruder Robert von Gloucester, freigelassen.
Um Kosten zu sparen, verarbeitet Aliena inzwischen ihre Wolle zu Tuch. Doch die anstrengenden Walkarbeiten will keine ihrer Arbeiterinnen übernehmen. Jack konstruiert deswegen eine mit Wasserkraft betriebene Walkmühle für diesen Prozess. Dankbar kommt es zum Kuss zwischen den beiden. Sie werden jedoch von Alfred erwischt und weil es Aliena peinlich ist, flüchtet sie und spricht danach wochenlang nicht mit Jack.
Nach einer Provokation durch Alfred kommt es zwischen ihm und Jack zu einer Hetzjagd wie früher, bei der die beiden die Baustelle beschädigen. Die Zunft entlässt daraufhin Jack, den Rangniedrigeren. Doch Prior Philip ernennt Jack zu seinem Bauaufseher, unter der Bedingung, dass er ins Kloster eintritt.
Aus Widerstand gegen die hohen Pachtgebühren Williams bei der Shiringer Wollmesse veranstaltet Kingsbridge eine eigene. Sie verläuft sehr erfolgreich, besonders für den Marktriesen Aliena, bis der eifersüchtige und gedemütigte Sir William mit seinen Berittenen eintrifft und die Messe sowie die Stadt niederbrennt. Bei dem Massaker sterben viele Menschen, darunter Tom Builder, während die Existenzen vieler Menschen, z. B. Alienas und somit auch Richards, vernichtet werden. Nach diesem schweren Schlag für das Kloster steht der Dombau auf der Kippe.

### Viertes Buch (1142–1145)
William Hamleigh (26) wechselt direkt nach der Zerstörung Kingsbridges erneut die Seiten; auf Veranlassung Walerans ist er nun wieder Anhänger König Stephans. Da dieser jeden Mann im Bürgerkrieg dringend braucht, wird William sein vorangegangener Frontenwechsel vergeben.
Prior Philip plant den Neuaufbau Kingsbridges und ernennt Alfred Builder (21) zum Dombaumeister. Aliena (22) hat ein kleines Haus im Armenviertel bezogen. Um einen Geldgeber für seine militärische Ausrüstung zu finden, verheiratet Richard (19) seine Schwester mit Alfred. Jack (18) bricht aus einer Disziplinarhaft im Kloster aus, um Aliena vor ihrer Hochzeit anzutreffen. Bei diesem Treffen kommt es zu einer intimen Begegnung: Die beiden küssen sich und schlafen miteinander, diesmal ohne dass Alienas Erinnerungen sie quälen. Jack kann sie jedoch nicht von ihrer Vernunftehe abbringen, da sich Aliena dem Eid verpflichtet fühlt, den sie ihrem Vater geschworen hatte. Schließlich erfährt er von Alfred, dass er Aliena nicht aus Liebe heiratet, sondern nur aus Gehässigkeit gegenüber Jack.
Bei Alfreds und Alienas Trauung verflucht Ellen die Ehe, während ihr Sohn schon auf der Pilgerreise nach Santiago de Compostela ist, wo er die Familie seines toten Vaters suchen will. Alfred ist von Anfang an ein schlechter Ehemann und Aliena merkt schnell, dass Alfred sie nicht liebt. Sie beginnt ihre Entscheidung zu bereuen und Alfred für seine frostige und unliebsame, z. T. brutale Art zu hassen. Sie merkt, dass sie schwanger ist – von Jack, ihrer eigentlichen Liebe.
Philip hat den Bauarbeitern eine Prämie versprochen, wenn sie vor der Zeit zum Pfingstfest mit dem Chor fertig werden. Dies gelingt, doch während der Pfingstmesse, während der Aliena ihren Sohn gebiert und Bischof Waleran verkündet, dass Sir William endgültig als Graf von Shiring bestätigt worden ist, stürzt das Deckengewölbe auf die Gläubigen herab, denn das von Alfred entgegen Toms ursprünglichen Plänen gebaute Steingewölbe war zu schwer. Es gibt viele Tote und Schwerverletzte. Philips Tatkraft ist erschöpft. Er gibt das Vorhaben auf, eine Kathedrale zu bauen. Zusammen mit ihrem Säugling macht sich Aliena anschließend auf den Weg nach Spanien, um Jack zu suchen.
Der ist inzwischen in Toledo, wo er von einem arabischen Konvertiten eine Madonnenstatue geschenkt bekommt, die aufgrund kristalliner Augen bei großen Temperatursenkungen Tränen vergießt. Während seiner Reise lernt Jack den gotischen Baustil kennen und ist davon fasziniert. Er erkennt, dass sich damit höhere und lichtdurchflutete Kathedralen bauen lassen, da die Stabilität im Gegensatz zu den romanischen Kirchen im Wesentlichen auf tragenden Säulen und Spitzbogen beruht. Im Pariser Vorort St. Denis treffen sich Aliena und Jack wieder. Jack benennt seinen Sohn nach seinem verstorbenen Stiefvater Tom.
Als Jack dort einen Volksaufstand zum Erliegen bringen kann, indem er die weinende Madonna als ein Wunder Gottes ausgibt, kommt er auf die Idee, sie zu vermarkten. Auf Werbetour für den Dombau zu Kingsbridge, wo das Wunderwerk fortan aufbewahrt werden würde, nimmt Jack viele Spendengelder ein. In der Normandie trifft er schließlich sogar unverhofft seine Verwandtschaft, bevor er, wieder in England, mit einer pompösen Schau in den Gottesdienst einzieht und mit der Attraktion und den gesammelten Geldern neue Begeisterung für den Dombau weckt. Jack wird Dombaumeister, doch Alienas Zusammenleben mit Jack – schließlich ist sie noch mit Alfred verheiratet – kann nicht geduldet werden. Jack darf nicht bei ihr und den Kindern nachts wohnen, bis der Erzbischof die Ehe annulliert hat.
Weil Jack erfahren hat, dass Waleran Bigod seinen Vater auf dem Gewissen hat, plant Waleran, Jack im Zuge einer zweiten Brandschatzung durch William töten zu lassen. Doch Richard erfährt von dem geplanten Angriff auf Kingsbridge. Zusammen mit Jack zieht er an einem Tag eine provisorische Stadtmauer, einen Wall und einen Graben hoch, wodurch der Angriff scheitert und Richard anschließend zum Kommandanten der Stadtwache ernannt wird.
Aliena ist zum zweiten Mal schwanger. Mit Jack zusammenleben darf sie jedoch nicht, denn auf Bitten Williams verzögert Waleran durch seine Intervention beim Erzbischof die Annullierung der Ehe auf unbestimmte Zeit.

### Fünftes Buch (1152–1155)
Zu Beginn des fünften Buches bittet der ehemalige Dombaumeister und inzwischen heruntergekommene und arbeitslose Alfred (32) Jack um Arbeit, was ihm dieser nach langem Zögern gewährt. Jack und Aliena (33) dürfen nach wie vor nicht zusammenleben, doch mit ihren Kindern Tommy und Sally sowie der ledigen Martha (24) bilden sie wenigstens tagsüber eine Familie, müssen des Nachts aber in getrennten Betten schlafen.
Kurz vor dem Tod seiner Mutter heiratet William Hamleigh Graf von Shiring (37) die vierzehnjährige Elisabeth von Weymouth. Trotz aller Versuche gelingt es der jungen Frau nicht, mit ihrem sadistischen Ehemann und dem Hofstaat auszukommen; es fällt ihr schwer, sich an ihr neues Leben zu gewöhnen.
Beim Einweihungsgottesdienst der neuen Kathedrale, dem ersten gotischen Bauwerk Englands, unterbreitet Bischof Waleran William den Vorschlag, für das Seelenheil seiner Mutter eine imposantere Kirche in Shiring zu errichten. William ist dazu bereit.
Während einer Reise lernt Aliena Elisabeth kennen und sucht mit ihr wegen eines Unwetters Zuflucht in einer Dorfkirche. Die beiden Frauen freunden sich an. Aliena erteilt der Jüngeren Ratschläge, wie sie sich ihr Leben als Gräfin erleichtern und zielstrebig Anerkennung erlangen kann, wofür ihr Elisabeth mehr als dankbar ist.
Mittels einer Verschwörung wird der weitere Dombau zu Kingsbridge zum Erliegen gebracht. Nach einem von Alfred, dem William den Posten des Dombaumeisters in Shiring angeboten hat, unter den Arbeitern in Kingsbridge angezettelten Streik, wandern die Bauleute nach Shiring zum Kirchenbau ab, dessen Prior Remigius werden soll, wenn Waleran sie erst zu seinem Bischofssitz gewählt hat.
Die Grafschaft Shiring ist in einem katastrophalen Zustand, bedingt durch Unwetter, Missernten und Williams gnadenlose, das Volk ausbeutende Politik. Hunger und Elend treibt sie in die Wälder. Eine Horde dieser Gesetzlosen greift aus Hunger Kingsbridge an, doch gegen die ausgebauten, soliden Befestigungsanlagen haben sie keine Chance. Aliena erkennt durch diesen Angriff jedoch die Chance, wie sie Richard dazu bringen kann, ein Heer gegen William aufzustellen.
Von da an terrorisieren gut organisierte Milizen Gesetzloser Shiring, zur Schande Williams, aber auch zum Leid der Bevölkerung. Bei einem Angriff auf eine Mühle, in der sich zwecks Pachteinforderungen auch William aufhält, kommt es zum Kampf zwischen Richard und William. Richard flieht erfolgreich, William überlebt, verliert aber das in der Mühle gelagerte Mehl und sein Pferd. Es gelingt ihm aber mit Hilfe von Remigius das Versteck der Gesetzlosen ausfindig zu machen, trifft dort aber zu spät ein, da sich Richard schon Heinrich angeschlossen hat.
Währenddessen findet von der Normandie aus eine Invasion Heinrich Plantagenets statt, Mathildes Sohn. Stephan und er einigen sich schließlich: Stephan bleibt König bis zu seinem Tod, Heinrich ist sein unumstrittener Nachfolger. Alle Lehen sollen wieder so wie zu Zeiten Heinrichs I., König vor Stephan, verteilt werden. Somit ist Richard rechtmäßiger Graf von Shiring. Während Williams Abwesenheit nehmen er und Aliena nach 17 Jahren mit Elisabeths Hilfe ihre Burg ohne viel Blutvergießen in Besitz. Waleran verschafft dem Hintergangenen immerhin das Amt des Vogts.
Bei einem Besuch in Kingsbridge versucht der mittellose Alfred – noch immer mit Aliena verheiratet – diese zu vergewaltigen. Richard kommt hinzu; im Kampf mit Alfred tötet er ihn. Daraufhin versucht der neue Vogt William, Richard wegen Mordes zu verhaften, doch Richard flieht ins Kloster. Philip überredet ihn zu einer sühnenden Pilgerfahrt ins Heilige Land, die vom König genehmigt wird, wo Richard Jahre später stirbt. Jack (30) und Aliena (35) heiraten, und sie kann die Grafschaft wieder auf Vordermann bringen.

### Sechstes Buch (1170–1174)
Zu Beginn des sechsten Buches wird die Kathedrale vollendet. Philip, inzwischen über 60, ernennt den Klosterwaisen Jonathan zum Subprior. Dies nutzt Waleran, um ihm vor einem Kirchengericht Verstoß gegen das Keuschheitsgelübde und Nepotismus vorzuwerfen. Daher versucht Jonathan, seinen wahren Vater zu finden. Durch Jack (zu diesem Zeitpunkt bereits 46) erfährt er, dass es Tom Builder war; aber nur die alte Ellen kann dies bezeugen. Sie kann Philip zwar nicht ausstehen, ringt sich aber dennoch zu einer Aussage durch. Sie entlastet Philip und diskreditiert Waleran, indem sie von seinem Meineid berichtet, der Jacks Vater das Leben gekostet hat (siehe Prolog). Waleran, der damalige Prior James und Percy Hamleigh hatten damals erhebliche persönliche Vorteile aus der Aktion gezogen. Das wird wiederum von dem Greis Remigius bestätigt, dem verlorenen Sohn, den Philip Jahre zuvor, dem Hungertod nahe, wieder ins Kloster aufgenommen hatte.
König Heinrich und die Kirche entfremden sich mehr und mehr. Infolge der Auseinandersetzungen musste sogar der Philip wohlgesinnte Erzbischof von Canterbury, Thomas Becket ins Exil gehen. Philip reist nach einer Auseinandersetzung mit dem König nach Frankreich, um den Erzbischof zur Rückkehr zu bewegen, was ihm letztendlich auch gelingt. Heinrich und Thomas versöhnen sich, doch die Einigkeit ist zerbrechlich. Schließlich ermorden vor Philips Augen Vasallen Heinrichs, darunter William Hamleigh, in Eigeninitiative den pazifistischen Erzbischof in seiner Kathedrale. Die Stadtbevölkerung sieht in dem Toten einen Märtyrer. Mit Philip als Initiator beginnt ein Pilgerzug durch das ganze Land, der sich zu einer Volksbewegung entwickelt.
Jack (50) plant indessen, die von Tom errichteten Mauern der Kathedrale durch eigene, gotische zu ersetzen. Seine Tochter Sally (26) bemalt die Fenster des Doms. Thomas (28), sein Sohn, ist inzwischen Graf von Shiring. Als Beteiligter am Anschlag auf den Volkshelden Thomas Becket wird William Hamleigh (58) in Shiring gehängt. Auch Waleran ist ein gebrochener, gescheiterter Mann; er verrät Jack die Beweggründe für den Tod seines Vaters: Dieser war Zeuge des Anschlags der Barone auf das Weiße Schiff des Thronfolgers, was dann Auslöser war für 20 Jahre Anarchie und grenzenlose Gewalt. Wie wenig Jacks Vater jedoch wusste, war den Baronen nicht klar.
König Heinrich bekennt zuletzt öffentlich seine Sünden und seine Mitschuld am Tod von Thomas und lässt sich von den wichtigsten Mönchen, Bischöfen und Äbten Englands – unter anderem Philip, nun Bischof von Kingsbridge – symbolisch geißeln. Dies ist der Höhepunkt in Philips Leben, und überglücklich denkt er, dass dies die Welt verändert habe.

## Figuren

### Personen, aus deren Sicht die Geschichte erzählt wird

#### Tom Builder
Tom ist Baumeister und zu Romanbeginn bereits zweifacher Familienvater. Über seine Kindheit erfährt man nur, dass er aus dem Norden Englands kommt.
Tom hat jahrelange Erfahrung in seinem Beruf und ein gutes räumliches Vorstellungsvermögen. Diese Eigenschaften machen ihn zu einem Meister seines Fachs. Sein größter Traum ist, eine Kathedrale zu bauen. Er liebt seine Frau und seine Kinder so sehr, dass er im Hungerwinter auf seine Mahlzeiten verzichtet, damit die Kinder mehr essen können. Als er mit Ellen zusammenlebt, bevorzugt er auf der Baustelle seinen leiblichen Sohn Alfred gegenüber Ellens Sohn Jack.
Tom überragt die meisten Männer um Haupteslänge, ist schlank, hat hellbraunes Haar, grünliche Augen mit braunen Flecken und einen lockigen braunen Bart.

#### Jack
Jack wird von Ellen im Wald geboren, wo er seine ersten elf Lebensjahre verbringt. Ellen bringt ihm alles bei, was sie weiß: Lesen, Schreiben, Latein, französische Gedichte, Jagen. Jedoch lernt er kein Sozialverhalten, weil er mit keinem anderen Menschen verkehrt als seiner Mutter. Als er und Ellen mit Toms Familie umherziehen, findet er sich in der für ihn neuen Welt schnell zurecht. Auf der Baustelle der Kathedrale wird schnell klar, dass er als Baumeister und Steinmetz Talent hat: Bereits als Lehrling übertrifft er die erfahrenen Steinmetzen. Dieses Talent, gepaart mit großer Wissbegierde, lässt ihn zu einem großen Baumeister werden.
Disziplin und Gehorsam gehören nicht zu seinen Tugenden. Auf der Baustelle und besonders im Kloster fällt es ihm schwer, sich anderen Menschen unterzuordnen.
Aliena ist seine einzige Liebe: Als er sie mit elf Jahren zum ersten Mal in Earlscastle trifft, verehrt er sie noch kindlich als „Prinzessin“, mit dreizehn verliebt er sich endgültig in sie.
Seine hervorstechendsten äußeren Merkmale sind karottenfarbige Haare und blaue Augen. Zu Beginn des Romans, mit elf Jahren, wirkt er blöde (Tom beschreibt ihn mit folgenden Worten: Dummerjan, Dorftrottel, Idiotenblick), dennoch kann er schon in diesem Alter lesen, schreiben und zeichnen. In den folgenden Jahren wächst er zu einem attraktiven Mann heran.

#### Aliena
Aliena ist die Tochter des Grafen von Shiring, zu Beginn des Romans ist sie fünfzehn Jahre alt. Als Grafentochter genießt sie eine unbeschwerte Kindheit und eine gute Erziehung (sie kann lesen).
Sie ist eine Schönheit: braunes, lockiges Haar, dunkle, große Augen, volle Lippen und gebieterische Nase.
Ihren starken Willen stellt sie zum ersten Mal unter Beweis, als sie Williams Heiratsanträge konsequent ablehnt. Die Vergewaltigung durch William und ihre anschließende Flucht von der Burg sind ein Einschnitt in ihrem Leben. Zusammen mit ihrem Bruder, der keine große Hilfe ist, muss sie sich in der für sie fremden Welt der einfachen Leute zurechtfinden. Dies gelingt ihr schnell, mit dem Aufbau des Wollhandels beweist sie Geschäftssinn. Die Vergewaltigung durch William begründet ein Trauma, das sie lange Zeit vor Beziehungen mit Männern zurückschrecken lässt.
Ihrem sterbenden Vater musste sie schwören, alles dafür zu tun, damit ihr Bruder wieder Graf wird. Sie fühlt sich an den Schwur gebunden: Ihr Ziel, den Grafentitel von William zurückzuerobern, verliert sie nie aus den Augen.

#### William Hamleigh
William entstammt einer Familie aus niederem Landadel. Seine Erziehung hat ihn vor allem auf das Kriegshandwerk vorbereitet, lesen und schreiben kann er kaum. Er steht unter großem Einfluss seiner giftspritzenden Mutter. In seiner Kindheit macht sie ihm Angst mit Erzählungen von der Hölle, wegen dieser Angst steht William auch als Erwachsener noch Todesqualen aus. Seine geplante Hochzeit mit Aliena, der Tochter des Grafen von Shiring, würde für ihn und seine Familie einen gesellschaftlichen Aufstieg bedeuten. Als Aliena die Heirat mit ihm platzen lässt, ist William gedemütigt. Die Eroberung von Earlscastle verschafft ihm schließlich doch den gesellschaftlichen Aufstieg: Sein Vater wird Graf von Shiring, William folgt ihm später auf diesen Posten nach. In den Wirren des Bürgerkriegs will er seinen Grafentitel gegen die Ansprüche von Alienas Bruder Richard verteidigen. Ein weiteres Ziel besteht darin, den Bau der Kathedrale zu verhindern.
Für William zählen vor allem körperliche Stärke und die Familienehre. Er ist gewalttätig. Am deutlichsten wird dies bei der Vergewaltigung Alienas, die ihn auch nach der geplatzten Hochzeit noch in den Bann zieht, er ist von ihr sexuell besessen. Bei anderen Frauen gelingt ihm nur die Erektion, wenn er sie misshandelt. Er ist ein passabler, aber kein überragender Kämpfer, oft rettet ihn sein Gefährte Walter aus brenzligen Situationen. Selbstbewusstsein zieht er vor allem daraus, schwächeren Menschen Angst einzujagen. Dahinter verbirgt sich ein unsicherer Charakter: Oft hat er Angst, das Gesicht zu verlieren. Auch weiß er, dass er nicht intelligent ist, was er durch herrisches Verhalten überspielen will.
Zu Beginn des Romans ist William ein großer, gut gebauter, strohblonder Mann von zwanzig Jahren mit engstehenden Augen. Übermäßiges Essen und Trinken lassen ihn im Lauf des Romans fett werden, mit 54 Jahren hat er die Gicht, muss humpeln und hat große Schmerzen.
Am Ende des Romans wird er gehängt, da er am Attentat auf Thomas Becket beteiligt war.

#### Philip
Philip wird zu Beginn des Romans Prior des Klosters von Kingsbridge und ist somit Bauherr der Kathedrale.
Philips Eltern wurden ermordet, als er sechs Jahre alt war. Ein Abt rettete ihn und nahm ihn im Kloster auf. Von diesem Kloster in Wales aus verschlägt es ihn schließlich nach Kingsbridge.
Grundsätzlich liebt Philip seine Mitmenschen: Für Jonathan entwickelt er Vatergefühle, Aliena hilft er aus der Klemme, als er ihr die Wolle abkauft, selbst dem rebellischen Mönch Peter von Wareham gegenüber fühlt er sich der Nächstenliebe verpflichtet. Seine Aufgabe als Prior jedoch bringt es mit sich, dass er ab und zu hart durchgreifen muss, aber er tut dies nicht gern. Insgesamt weiß er, wie er die Mönche anzupacken hat: Mit Zuckerbrot und Peitsche, gepaart mit einer Autorität, die er sich mit seiner Gelehrsamkeit erworben hat.
Sein christlicher Glaube ist unerschütterlich und fest, er selbst hält sich streng an die Regel des heiligen Benedikts, gönnt sich auch als Prior keinen Luxus. Die Fleischeslust sieht er als gefährlich an, Frauen sind ihm nicht ganz geheuer.
Um das Überleben des Klosters zu sichern und den Bau der Kathedrale zu finanzieren, schafft es Philip, langfristige, gut durchdachte Pläne zu schmieden. Dank seines Gottvertrauens lässt er sich durch Rückschläge nicht entmutigen, sondern verfolgt seine Pläne mit Beharrlichkeit und Raffinesse weiter.
Er ist ein kleiner, untersetzter Mann, hat kurzgeschnittene, schwarze Haare und hellblaue Augen.

### Weitere Hauptpersonen

#### Ellen
Ellen ist Jacks Mutter und Toms Partnerin. Als Jugendliche wird sie von ihrem Vater in ein Nonnenkloster gesteckt. Als sie in Kingsbridge auf Jacks Vater trifft, verliebt sie sich in ihn und kehrt nicht mehr ins Kloster zurück. Nach der Hinrichtung von Jacks Vater lebt sie allein im Wald, bringt dort Jack zur Welt und zieht ihn groß, bis sie elf Jahre später auf Tom und seine Familie trifft.
Sie zeichnet sich durch große Selbständigkeit aus. Ihre Jugend im Kloster und die Hinrichtung von Jacks Vater lässt sie zu einer Gegnerin der Kirche werden, was sie in den Augen ihrer Zeitgenossen immer wieder dem Verdacht aussetzt, eine Hexe zu sein. Zweimal, bei der Hinrichtung von Jacks Vater und der Hochzeit von Alfred und Aliena, vollzieht sie mit dem Köpfen eines Hahns ein „magisches“ Ritual. Es bleibt unklar, ob sie selbst an die Wirkung dieses Rituals glaubt oder ob sie nur den Aberglauben ihrer Mitmenschen ausnutzt.
Für Jack ist sie eine liebende Mutter. Selbst als Jack erwachsen ist, setzt sie sich für ihn ein.
Tom ist nach Jacks Vater ihre zweite Liebe, sie ist eine leidenschaftliche Liebhaberin.
Wichtige körperliche Merkmale sind: hellgoldene Augen, üppiges dunkles Haar, ovales Gesicht, blasse Haut.

#### Waleran Bigod
Waleran ist ein intriganter, machtversessener Priester, der mit Philipps Unterstützung Bischof wird, nachdem er diesen zum Prior gemacht hat. Er versucht alles, um den Bau der Kathedrale zu verhindern, hauptsächlich aus zwei Gründen: Erstens erhofft er sich durch ein Scheitern des Baus einen Machtgewinn, zweitens verbindet ihn eine Feindschaft mit Philip, nachdem dieser ihn bei der Zuteilung der Grafschaft ausgetrickst hat. Um seine Ziele zu erreichen, nimmt er Todesopfer in Kauf.
Er ist kein normannischer Aristokrat, sondern Engländer, der den Weg nach oben aus eigener Kraft geschafft hat. Er ist intelligent und gut ausgebildet, auch hat er schauspielerisches Talent, seine wahren Gefühle verbirgt er meist.
Waleran ist dünn, hat lange Arme und glattes, pechschwarzes Haar, ein bleiches Gesicht, eine spitze Nase und schwarze Kleidung. Er ist elegant und bedrohlich zugleich.

#### Richard von Shiring
Richard ist Alienas Bruder und der Erbe der Grafschaft Shiring. Nachdem sein Vater Bartholomäus an einer Verschwörung gegen König Stephan beteiligt war, verlieren er und Aliena ihre gesamten Besitztümer: Die Burg, die Wälder und Ackerland, sowie den Steinbruch. Bei einem Überfall durch William Hamleigh und seinen Handlanger Walter schneidet dieser ihm ein Ohrläppchen ab. Mit dem Geld aus Alienas Wollhandel kämpft Richard als Ritter in Stephans Heer und will sich eines Tages sein Erbe zurückholen. So wird aus dem anfangs ängstlichen jungen Mann ein tapferer und gefürchteter Krieger. Nachdem er den Grafentitel erlangt hat, kümmert er sich aber nicht um die Wiederbelebung seiner Grafschaft. Er tötet Alfred, der Aliena vergewaltigen wollte, und wird zur Buße auf einen Kreuzzug geschickt, wo er während eines Erdbebens stirbt.

#### Alfred Builder
Alfred ist der boshafte Sohn von Tom Builder und dessen erster Frau Agnes. Obwohl Alfred weder Talent noch Begeisterung für den Beruf des Baumeisters erkennen lässt, bildet Tom ihn darin aus.
Alfreds Stärke ist Gerissenheit und Beliebtheit bei einem Teil der Bauarbeiter. So schafft er es, Aufträge und Anstellungen zu bekommen, die eigentlich über seine Fähigkeiten hinausgehen. Außerdem wird er von seinem Vater gefördert.
Alfred ist neidisch auf den talentierten Jack, sodass zwischen den beiden Figuren tiefe Feindschaft entsteht.
Gegenüber Aliena ist er impotent. Ob er auch mit anderen Frauen impotent ist, bleibt offen.
Alfred sieht seinem Vater Tom ähnlich: Er ist groß, hat hellbraunes Haar und grünliche Augen mit braunen Flecken.

### Nebenfiguren
- Jacques Cherbourg: Jacks Vater, normannischer Spielmann
- Agnes: Toms erste Frau.
- Martha: Tochter von Tom und Agnes.
- Regan Hamleigh: Mutter von William.
- Percy Hamleigh: Vater von William.
- Walter: Williams Knecht und Gefährte.
- Elisabeth: Williams Ehefrau.
- Bartholomäus: Alienas Vater, Graf von Shiring.
- Matthew: Haushofmeister von Earlscastle unter Graf Bartholomäus.
- Catface: Ritter von Bartholomäus, der von William gefoltert wird.
- Francis: Philips Bruder.
- Peter von Wareham: widerspenstiger Mönch unter Philip, später Erzdiakon.
- Cuthbert Whitehead: Cellerar des Klosters Kingsbridge.
- Milius: Küchenmeister des Klosters Kingsbridge, enger Vertrauter Philips.
- Remigius: Subprior des Klosters Kingsbridge, macht Prior Philip das Leben schwer.
- Andrew: Sakristan des Klosters Kingsbridge.
- Jonathan: Toms Sohn, wird von Philip im Kloster aufgezogen.
- Prior James: Vorgänger Philips als Prior von Kingsbridge.
- König Stephan: historische Figur.
- Bischof Henry: historische Figur, Bischof von Winchester, Bruder König Stephans.
- Kaiserin Mathilde: historische Figur.
- König Heinrich: historische Figur, Sohn von Mathilde.
- Thomas Becket: historische Figur, Erzbischof von Canterbury.
- Raschid: Jacks Gastgeber in Toledo.
- Ayscha: Raschids Tochter.
- Tommy: Sohn von Jack und Aliena.
- Sally: Tochter von Jack und Aliena.
- Meg: Wollhändlerin in Winchester.
- Suger: historische Figur,  Abt des Klosters Saint-Denis

## Hörspiel und Hörbuch
- 1997 hat Lübbe Audio die Lesung in gekürzter Fassung auf 12 CDs bzw. 8 MC veröffentlicht. Sprecher ist der Synchronschauspieler Joachim Kerzel. Diese Produktion ist 2006 vom Bundesverband Musikindustrie mit Platin für mehr als 200.000 verkaufte Exemplare ausgezeichnet worden. Im Jahr 2008 ist die Lesung mit dem Hörkules ausgezeichnet worden.
- 1999 hat der WDR ein achteinhalb-stündiges Hörspiel inszeniert. Regie führte Leonhard Koppelmann, der auch für die Hörspielbearbeitung von Umberto Ecos „Baudolino“ verantwortlich zeichnet.
- 2010 hat Lübbe Audio ein 48 Stunden und 53 Minuten langes ungekürztes Hörbuch veröffentlicht. Gelesen wird dieses Hörbuch von Tobias Kluckert.

## Spiele
Ende September 2006 ist im Kosmos-Verlag auch ein gleichnamiges Brettspiel für zwei bis vier Spieler veröffentlicht worden. Autoren des Spiels sind Michael Rieneck und Stefan Stadler. 2007 wurde es Gewinner des Deutschen Spiele Preises und mehrerer Preise in anderen Ländern. Zudem erschien eine Ergänzung für fünf und sechs Spieler, mit der weitere Charaktere und Handlungsorte des Buches einbezogen werden. Im Juli 2009 erschien ebenfalls im Kosmos-Verlag das Zweipersonenspiel Die Säulen der Erde – Duell der Baumeister, in dem zwei Spieler in die Rollen von Prior Philip und Bischof Waleran schlüpfen und versuchen, als erster ihre Kathedrale bzw. Burg fertigzustellen. 2010 folgte Die Säulen der Erde - Das Kartenspiel für drei bis vier Spieler, ebenfalls von Michael Rieneck. Alle drei Spiele wurden von Michael Menzel illustriert.
Im August 2017 erschien das Adventure-Computerspiel Die Säulen der Erde auf Basis des Romans, das vom Hamburger Softwarehaus Daedalic Entertainment produziert wurde.

## Verfilmung
Der Roman wurde als Mehrteiler für das Fernsehen von der Münchener Produktionsfirma Tandem Communications in einer deutsch-kanadischen Koproduktion verfilmt. Die Produktion begann 2008 und wurde im November 2010 in vier Teilen auf Sat.1 und im ORF ausgestrahlt.

## Erfolge
- Dritter Platz bei Unsere Besten – Die Lieblingsbücher der Deutschen (2004)